# Raytheon Missiles & Defense
För andra betydelser, se Raytheon (olika betydelser).
Raytheon Missiles & Defense var ett amerikanskt företag som tillverkade och levererade främst robotvapen men även bland annat olika system för luftvärn, radar och sonarer. Företaget var dotterbolag till det amerikanska vapentillverkaren Raytheon Technologies Corporation.
Huvudkontoret låg i Tucson i Arizona.

## Historik
Företaget hade sitt ursprung från att vara två enskilda avdelningar inom sitt moderbolags ena föregångare Raytheon Company med namnen Raytheon Integrated Defense Systems och Raytheon Missile Systems. Den 3 april 2020 meddelade Raytheon Company att man skulle bli fusionerad med konglomeratet United Technologies Corporation i syfte att bilda Raytheon Technologies Corporation. Under förhandlingarna bestämde man sig att slå ihop de två nämnda avdelningarna och bilda dagens dotterbolag.
I januari 2023 meddelade Raytheon Technologies att dotterbolagen Raytheon Missiles & Defense skulle bli fusionerad med Raytheon Intelligence & Space i syfte att bli ett enda dotterbolag. Raytheons andra dotterbolag Collins Aerospace och Pratt & Whitney ingick inte i fusionen. Det nya dotterbolaget fick namnet Raytheon.

## Produkter

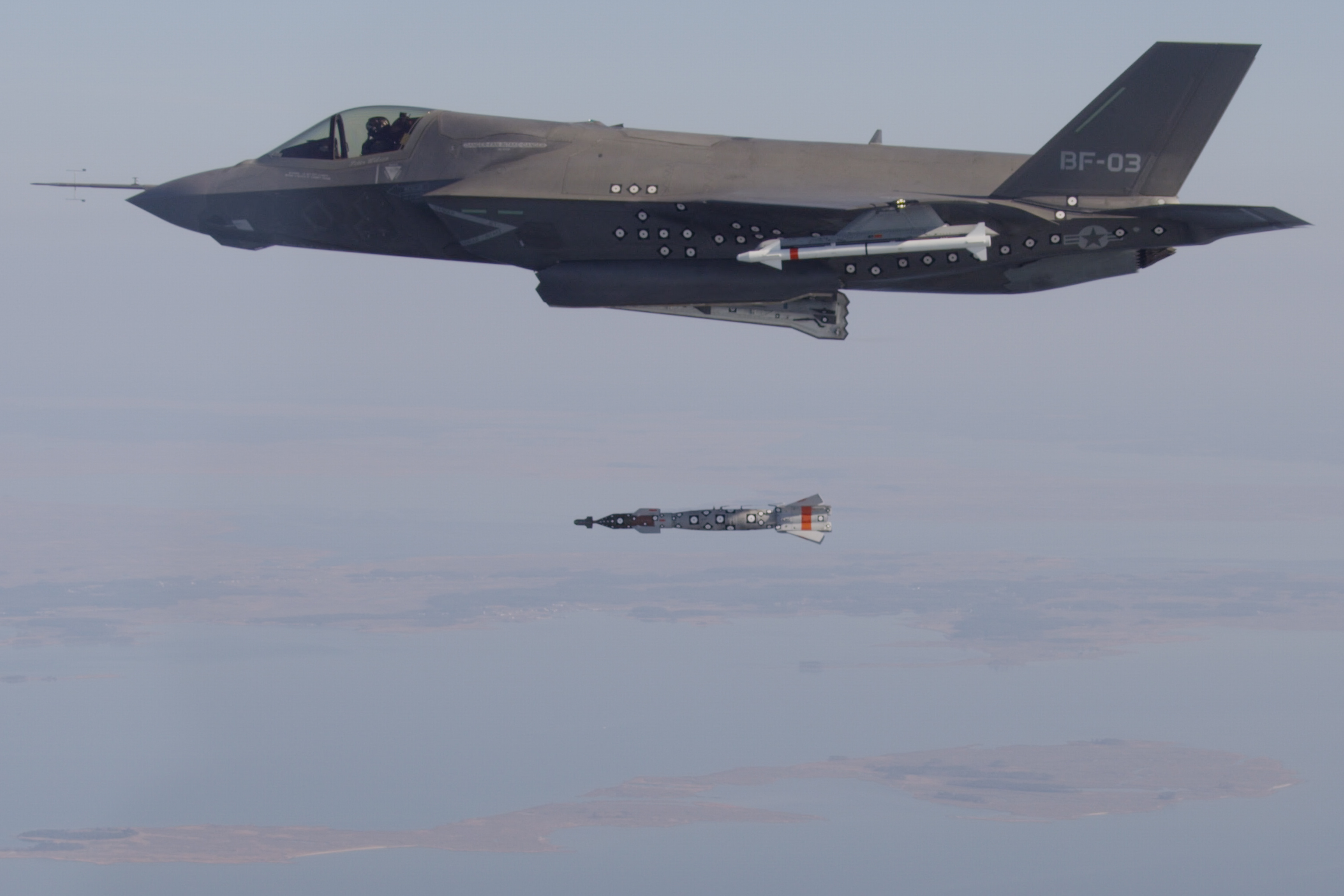
En Lockheed Martin F-35B Lightning II släpper flygbomben Paveway.

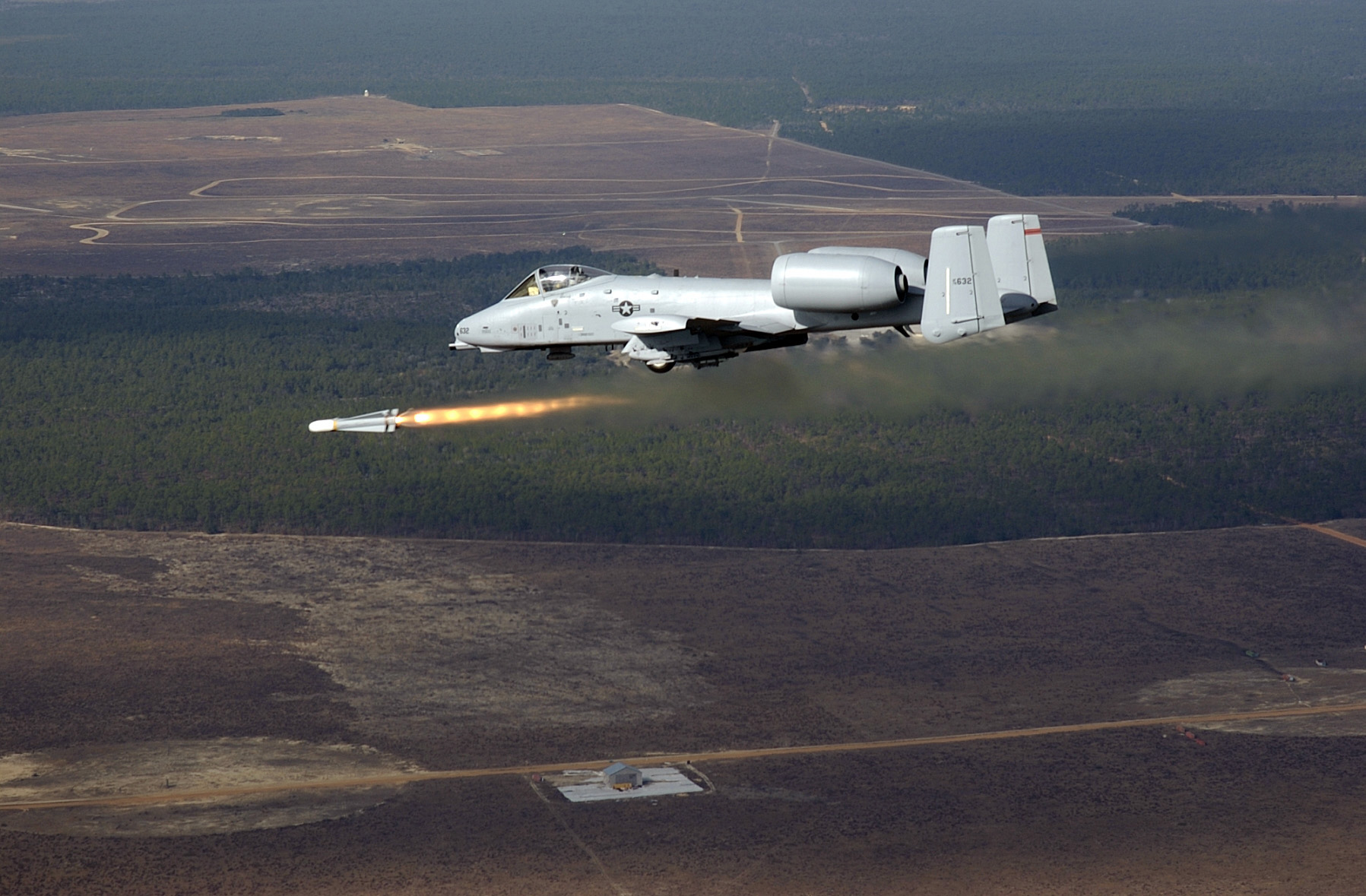
En A-10 Thunderbolt avfyrar en AGM-65 Maverick.

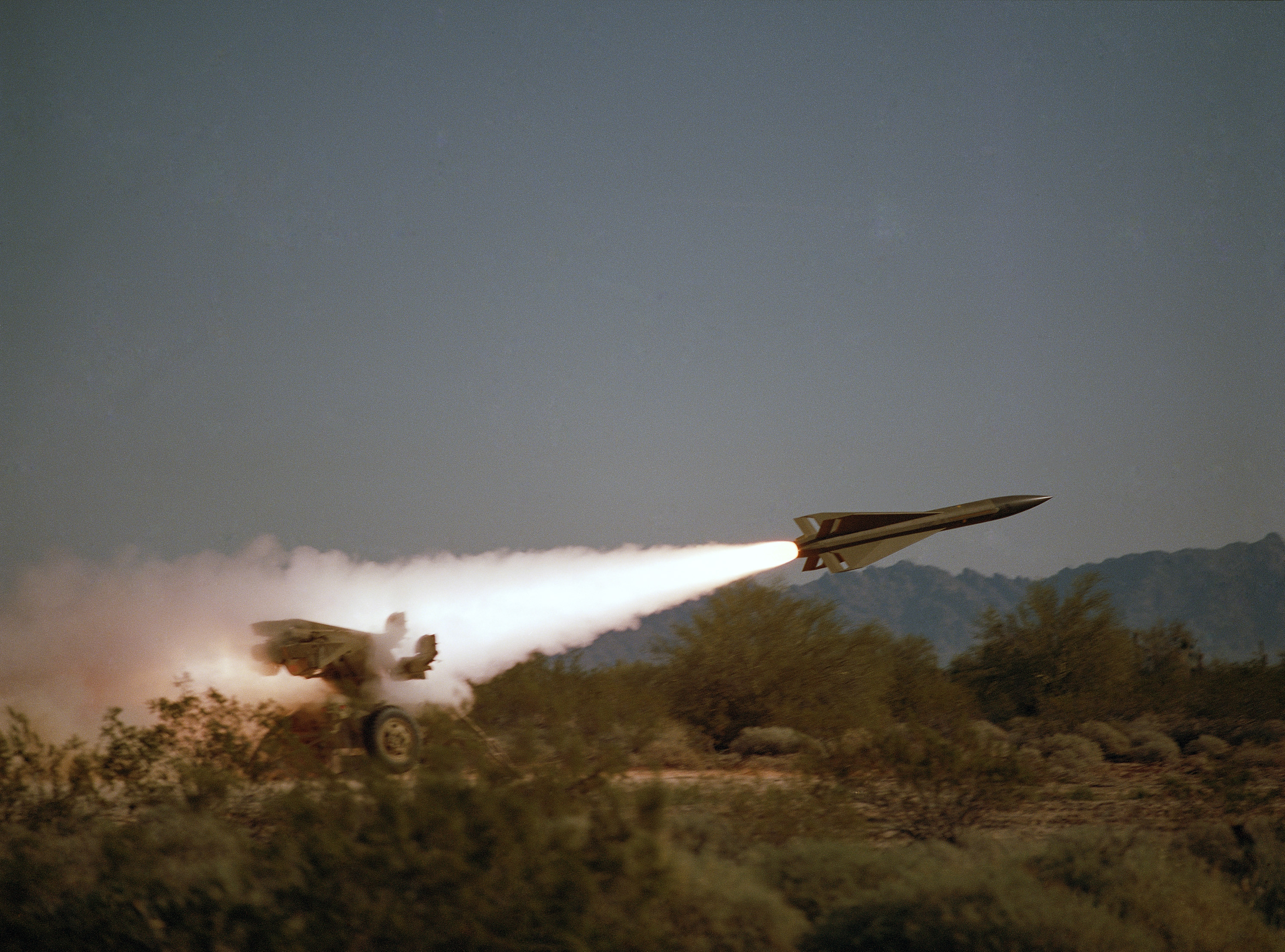
MIM-23 Hawk.

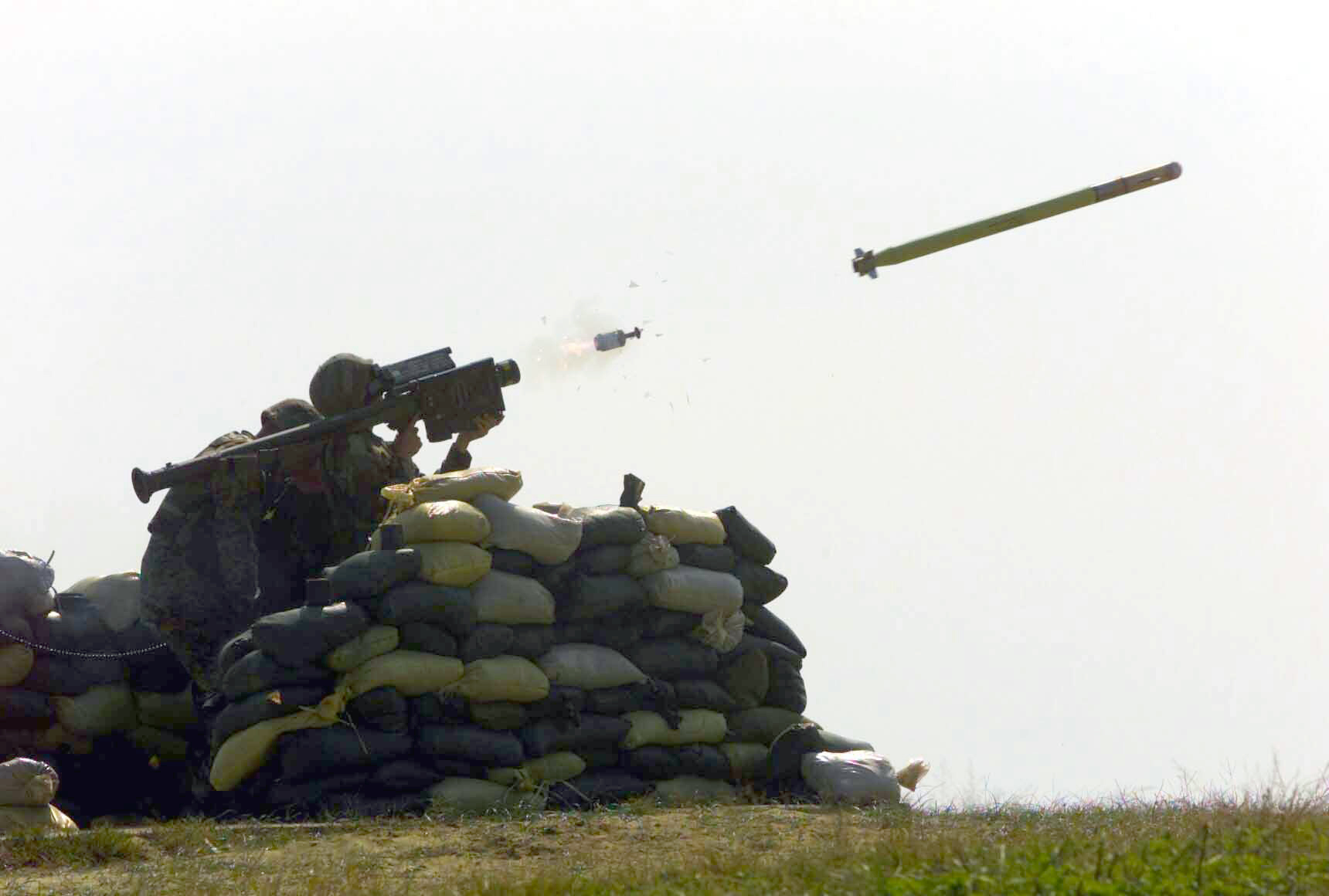
FIM-92 Stinger.

Ett urval av produkter som Raytheon Missiles and Defense och dess föregångare hade utvecklat och tillverkat.

### Drönare
- Raytheon Coyote

### Flygbomber
- AGM-154 Joint Standoff Weapon
- Paveway

### Granater
- M982 Excalibur

### Radar
- AN/SPY-6
- TPY-2

### Robotvapen
- AGM-65 Maverick
- AGM-88 HARM
- AGM-129 ACM
- AGM-176 Griffin
- AIM-7 Sparrow
- AIM-9 Sidewinder
- AIM-54 Phoenix
- AIM-120 AMRAAM
- BGM-71 TOW
- Extended Range Guided Munition
- MIM-23 Hawk
- RIM-7 Sea Sparrow
- RIM-66 Standard
- RIM-67 Standard
- RIM-116 Rolling Airframe Missile
- RIM-161 Standard Missile 3
- RIM-162 ESSM
- RIM-174 Standard ERAM
- SAM-N-2 Lark
- Tomahawk

### Vapensystem
- Active Denial System
- Exoatmospheric Kill Vehicle (en komponent till USA:s robotskydd mot ballistiska robotar)
- FGM-148 Javelin
- FIM-92 Stinger
- MIM-104 Patriot
- Phalanx CIWS